# Neodiogmites tauauna
Neodiogmites tauauna är en tvåvingeart som beskrevs av Artigas och Nelson Papavero 1988. Neodiogmites tauauna ingår i släktet Neodiogmites och familjen rovflugor. Inga underarter finns listade i Catalogue of Life.